# Nullagine
Nullagine – miasto w Australii, w stanie Australia Zachodnia.